# الحجة (صيدا)
الحجة هي إحدى القرى اللبنانية من قرى قضاء صيدا في محافظة الجنوب.

## الموقع الجغرافي
- تقع قرية الحجّة في محافظة الجنوب قضاء صيدا وتشرف على النافذة الغربية للبحر المتوسط.
- ترتفع عن سطح البحربين 20 - 90 متر
- مناخها ساحلي معتدل رطب
- تبعد عن بيروت 45 كيلومتر
- تبعد عن مركز المحافظة 13 كيلومتر وعن مركز القضاء 13 كيلومتر
- تصل اليها عن طريق بيروت _صيدا _ الزهراني _الحجة.

### حدودها
يحدّها من الغرب البحر المتوسط وبلدة المعمرية، من الشرق خراج بلدة المروانية، من الجنوب المصيلح ومن الشمال نهر الزهراني وخراج بلدتي اركي وخزيز والمعمرية

## التسمية وأصل الاسم
أصل الاسم آرامي hagga ، hugta تعني دائرة من جزر (حوج) طاف ودار ورسم دائرة وتعني أيضا ً العيد.
	يحكى ان اسم الحجة يعود إلى إمراة جاءت إلى هذه القرية من البعيد وذلك لكي تستقر بجانب النهر للاستفادة من المياه لقلة الاماكن الموجود فيها مياه في تللك الايام، وكان يطلق على هذه المراة لقب (حجّة)، لذلك أطلق عليها اسم الحجّة.
	ويقول البعض ان الحجّة كانت في الشدادية حيث يوجد هنالك مزرعة، وبعد ذلك نزلوا إلى الخربة (كانت الخربة قرية صغيرة حيث كانت تتواجد فيها البيوت في الزخورية)، ومن الخربة اتوا اليها وسكنوا فيها.

## الدائر المدنية والدينية
- الدوائر الرسمية: تابعة لمحكمة صيدا ولمكتب بريد النبطية ولمغفر درك زفتا.
- المراجع الدينية: تتبع لأبرشية صو المارونية
- عدد الناخبين 1024 صوت

## الثروة المائية
مصادر المياه نبع بفروة (مصلحة مياه صيدا) وعين القش وعين الحور ويمر بها نهر الزهراني وينبع من نبع الطاسي وطوله 35 كيلومتر.
أما الاعياد المحلية عيد مار يوسف في 19 آذار.

## العائلات
طنوس، عمار، فارس، قنبر، مبارك، عبد الله، الدهني، مارون، غزال، نخلة، عبدو، حلو، حنا، غنطوس، يعقوب، فاخوري، مخول، إبراهيم، فاضل، الونّا.
	يقال ان العائلات الأولى التي وصلت إلى الحجّة عائلتان: أيوب، والونا حيث سكنوا وراء الحارة كما تدعى اليوم.
	و يعود جذور بعض العائلات كآل فارس وآل العمار وآل طنوس والذين هم أبناء العم إلى قرطبا وقد تفرق كلٌ منهم في طريقه وأصبحت كل عائلة مستقلة عن الأخرى.

## الإنتاج الزراعي
زيتون (زيت وصابون)، كرمة (عرق، زبيب، خل العنب، دبس العنب، مربا)، زهر الليمون (ماء الزهر، مربى الأبو صفير وعصير الأبو صفير)، الليمون (حامض، برتقال، بوملي، أبو صرّة) ماء الورد، الفول، الحمص، البندورة، الورود.
الإنتاج الحيوني: النحل (العسل البلدي)، الدجاج (البيض واللحم)

## الإنتاج الصناعي
معمل طنوس للموبيليا، معمل طبكو للفضيات، معمل طنوس اخوان للحدادة والألمينيوم، محل الحاج للمفروشات،  مصنع فارس لانتاج السياج ومصنع فارس لانتاج العرق وماء الزهر.

## أهمّ الأماكن السياحيّة
- المطاحن (الزخورية، النكدية، الحايكية بالجميزات والسلامية في جل السد).
- الكنيسة القديمة.
- عين القش.

## في المراجع التاريخية
لم نعثر في كتب التاريخ عن أي معلومة تخص تاريخ الحجة لذلك تم الالتجاء إلى اهالي القرية للاستفادة من المعلومات المتعلقة بتاريخ الحجة، فتم الالتجاء إلى كبار السن، واصحاب الخبرات بهذا الشأن.